# Trichhoplomelas rufulus
Trichhoplomelas rufulus är en skalbaggsart som beskrevs av Stefan von Breuning 1971. Trichhoplomelas rufulus ingår i släktet Trichhoplomelas och familjen långhorningar.
Artens utbredningsområde är Madagaskar. Inga underarter finns listade i Catalogue of Life.